# 24 Horas de Le Mans de 1958
As 24 Hours of Le Mans de 1958 foi o 26º grande prêmio automobilístico das 24 Horas de Le Mans, tendo acontecido nos dias 21 e 22 de junho 1958 em Le Mans, França no autódromo francês, Circuit de la Sarthe.

## Resultados Finais
| Pos    | Class  | Nº | Equipe                            | Pilotos                                           | Chassis                        | Motor                   | Voltas |
| ------ | ------ | -- | --------------------------------- | ------------------------------------------------- | ------------------------------ | ----------------------- | ------ |
| 1      | S 3000 | 14 | Scuderia Ferrari                  | Olivier Gendebien Phil Hill                       | Ferrari 250 TR58               | Ferrari 3.0L V12        | 305    |
| 2      | S 3000 | 5  | P & A.G. Whitehead                | Graham Whitehead Peter Whitehead                  | Aston Martin DB3S              | Aston Martin 3.0L I6    | 293    |
| 3      | S 2000 | 29 | Porsche KG                        | Jean Behra Hans Herrmann                          | Porsche 718 RSK Spyder         | Porsche 1.6L Flat-4     | 291    |
| 4      | S 1500 | 31 | Porsche KG                        | Edgar Barth Paul Frère                            | Porsche 718 RSK                | Porsche 1.5L Flat-4     | 290    |
| 5      | S 1500 | 32 | Baron Carel Godin de Beaufort     | Carel Godin de Beaufort Herbert Linge             | Porsche 550A RS                | Porsche 1.5L Flat-4     | 288    |
| 6      | S 3000 | 21 | Equipe Nationale Belge            | Jean Blaton Alain de Changy                       | Ferrari 250 TR                 | Ferrari 3.0L V12        | 279    |
| 7      | S 3000 | 22 | Ed Hugus                          | Ed Hugus Ray Erickson                             | Ferrari 250 TR                 | Ferrari 3.0L V12        | 278    |
| 8      | S 2000 | 28 | AC Cars Ltd.                      | Richard Stoop Peter Bolton                        | AC Ace LM Prototype            | Bristol 2.0L I6         | 257    |
| 9      | S 2000 | 27 | AC Cars Ltd.                      | Hubert Patthey Georges Berger                     | AC Ace                         | Bristol 2.0L I6         | 255    |
| 10     | S 1500 | 34 | Jean-Paul Colas                   | Jacques Dewes Jean Kerguen                        | Porsche 550A RS                | Porsche 1.5L Flat-4     | 254    |
| 11     | S 750  | 42 | Automobili O.S.C.A.               | Alejandro de Tomaso Colin Davis                   | O.S.C.A. Sport 750 TN          | O.S.C.A. 0.7L I4        | 252    |
| 12     | S 750  | 44 | Automobiles Deutsch et Bonnet     | Gérard Laureau Louis Cornet                       | DB HBR4 Spyder                 | Panhard 0.7L Flat-2     | 250    |
| 13     | S 750  | 46 | Automobiles Deutsch et Bonnet     | Paul Armagnac Jean-Claude Vidilles                | DB HBR4                        | Panhard 0.7L Flat-2     | 242    |
| 14     | S 750  | 41 | Automobili O.S.C.A.               | Jean Laroche Rémy Radix                           | O.S.C.A. Sport 750             | O.S.C.A. 0.7L I4        | 241    |
| 15     | S 3000 | 10 | Bruce Halford                     | Bruce Halford Brian Naylor                        | Lister LM                      | Jaguar 3.0L I6          | 241    |
| 16     | S 2000 | 24 | Peerless Cars                     | Peter Jopp Percy Crabb                            | Peerless GT Coupe              | Triumph 2.0L I4         | 240    |
| 17     | S 750  | 51 | Equipe Monopole Course            | Jacques Poch Guy Dunaud-Saultier                  | Monopole X86                   | Panhard 0.7L Flat-2     | 218    |
| 18     | S 750  | 45 | Automobiles Deutsch et Bonnet     | Robert Mougin Jean Lucienbonnet                   | DB HBR4                        | Panhard 0.7L Flat-2     | 214    |
| 19 NC  | S 750  | 53 | Automobili Stanguellini           | François Sigrand René-Louis Revillon Michel Nicol | Stanguellini 750S              | Fiat 0.7L I4            | 212    |
| 20 NC  | S 750  | 55 | Team Lotus Engineering            | Alan Stacey Tom Dickson                           | Lotus 11                       | Coventry Climax 0.7L I4 | 202    |
| 21 DNF | S 3.0  | 8  | J.D. Hamilton                     | Duncan Hamilton Ivor Bueb                         | Jaguar D-Type                  | Jaguar 3.0L I6          | 251    |
| 22 DNF | S 3.0  | 3  | David Brown Racing Dept.          | Tony Brooks Maurice Trintignant                   | Aston Martin DBR1/300          | Aston Martin 3.0L I6    | 173    |
| 23 DNF | S 1100 | 38 | Team Lotus Engineering            | Innes Ireland Mike Taylor                         | Lotus 11                       | Coventry Climax 1.1L I4 | 162    |
| 24 DNF | S 3000 | 1  | Francisco Godia                   | Francisco Godia Jo Bonnier                        | Maserati 300S                  | Maserati 3.0L I6        | 142    |
| 25 DNF | S 750  | 47 | Bernard Deviterne                 | Marcel Laillier René Bartholoni                   | DB HBR5                        | Panhard 0.7L Flat-2     | 129    |
| 26 DNF | S 2000 | 25 | North American Racing Team (NART) | Pedro Rodriguez José Behra                        | Ferrari 500 TR58               | Ferrari 2.0L I4         | 119    |
| 27 DNF | S 3000 | 12 | Scuderia Ferrari                  | Mike Hawthorn Peter Collins                       | Ferrari 250 TR58               | Ferrari 3.0L V12        | 112    |
| 28 DNF | S 750  | 54 | Automobili Stanguellini           | René Philippe Faure Michel Nicol                  | Stanguellini 750S              | Fiat 0.7L I4            | 110    |
| 29 DNF | S 3000 | 16 | Scuderia Ferrari                  | Wolfgang von Trips Wolfgang Seidel                | Ferrari 250 TR58               | Ferrari 3.0L V12        | 101    |
| 30 DNF | S 750  | 48 | Equipe Monopole Course            | Maurice van der Bruwaene Jacques Lefourel         | Monopole X89                   | Panhard 0.7L Flat-2     | 101    |
| 31 DNF | S 1100 | 40 | John Ogier                        | Tommy Bridger Peter Blond                         | Tojeiro                        | Coventry Climax 1.1L I4 | 83     |
| 32 DNF | S 3000 | 19 | North American Racing Team (NART) | Edwin D. Martin Fernand Tavano                    | Ferrari 250 TR                 | Ferrari 3.0L V12        | 77     |
| 33 DNF | S 3000 | 20 | Equipe Los Amigos                 | François Picard Jaroslav Juhan                    | Ferrari 250 TR                 | Ferrari 3.0L V12        | 72     |
| 34 DNF | S 3000 | 18 | North American Racing Team (NART) | Dan Gurney Bruce Kessler                          | Ferrari 250 TR                 | Ferrari 3.0L V12        | 64     |
| 35 DNF | S 1500 | 37 | Squadra Virgilio Conrero          | Marcel Lauga Jean Hébert                          | Alfa Romeo Giulietta SV Zagato | Alfa Romeo 1.3L I4      | 59     |
| 36 DNF | S 2000 | 30 | Porsche KG                        | Richard von Frankenberg Claude Storez             | Porsche 718 RSK                | Porsche 1.6L Flat-4     | 55     |
| 37 DNF | S 3000 | 4  | David Brown Racing Dept.          | Roy Salvadori Stuart Lewis-Evans                  | Aston Martin DBR1/300          | Aston Martin 3.0L I6    | 49     |
| 38 DNF | S 3000 | 11 | Henri Peignaux                    | Jean-Marie Brousselet André Guelfi                | Jaguar D-Type                  | Jaguar 3.0L I6          | 47     |
| 39 DNF | S 3000 | 17 | Fernand Tavano                    | Alfonso Gomez-Mena Piero Drogo                    | Ferrari 250 TR                 | Ferrari 3.0L V12        | 45     |
| 40 DNF | S 750  | 50 | Equipe Monopole Course            | Bernard Consten Jean Vinatier                     | Monopole VM5                   | Panhard 0.7L Flat-2     | 44     |
| 41 DNF | S 3000 | 9  | Equipe Nationale Belga            | Freddy Rouselle Claude Dubois                     | Lister LM                      | Jaguar 3.0L I6          | 43     |
| 42 DNF | S 1500 | 35 | Team Lotus Engineering            | Jay Chamberlain Pete Lovely                       | Lotus Mk15                     | Coventry Climax 1.5L I4 | 39     |
| 43 DNF | S 750  | 52 | Automobili Stanguellini           | Georges Guyot Pierre Ros                          | Stanguellini 750S              | Fiat 0.7L I4            | 38     |
| 44 DNF | S 3000 | 58 | Ecurie Francorchamps              | Lucien Bianchi Willy Mairesse                     | Ferrari 250 TR                 | Ferrari 3.0L V12        | 33     |
| 45 DNF | S 1500 | 36 | Squadra Virgilio Conrero          | Giorgio Ubezzi Eric Catulle                       | Alfa Romeo Giulietta SV Zagato | Alfa Romeo 1.3L I4      | 31     |
| 46 DNF | S 3000 | 2  | David Brown Racing Dept.          | Stirling Moss Jack Brabham                        | Aston Martin DBR1/300          | Aston Martin 3.0L I6    | 30     |
| 47 DNF | S 3000 | 57 | Maurice Charles                   | Maurice Charles John Young                        | Jaguar D-Type                  | Jaguar 3.0L I6          | 29     |
| 48 DNF | S 1100 | 39 | Car Exchange                      | William Frost Robert Hicks                        | Lotus 11                       | Coventry Climax 1.1L I4 | 28     |
| 49 DNF | S 2000 | 23 | Jean Thépenier                    | Eugène Martin Michel Dagorne                      | Maserati 200SI                 | Maserati 2.0L I4        | 20     |
| 50 DNF | S 750  | 56 | Equipe Lotus France               | Roger Masson André Héchard                        | Lotus Mk15                     | Coventry Climax 0.7L I4 | 19     |
| 51 DNF | S 750  | 49 | Equipe Monopole Course            | René Cotton André Beaulieux                       | Monopole X86                   | Panhard 0.7L Flat-2     | 10     |
| 52 DNF | S 3000 | 6  | Ecurie Ecosse                     | Jack Fairman Masten Gregory                       | Jaguar D-Type                  | Jaguar 3.0L I6          | 7      |
| 53 DNF | S 2000 | 26 | Team Lotus Engineering            | Cliff Allison Graham Hill                         | Lotus Mk15                     | Coventry Climax 2.0L I4 | 3      |
| 54 DNF | S 3000 | 7  | Ecurie Ecosse                     | John Lawrence Ninian Sanderson                    | Jaguar D-Type                  | Jaguar 3.0l I6          | 2      |
| 55 DNF | S 750  | 43 | Just-Emile Vernet                 | Jean-Marie Dumazer Robert Dutoit                  | V.P.                           | Renault 0.7L I4         | 2      |

Legenda :DNQ = Não largou - DNF = Abandono - NC = Não classificado - DSQ= Desqualificado